# يوهان فولفجانج دوبرينير
هو الكيميائي الألماني الذي اشتهر بالعمل الذي تنبأ القانون الدوري للعناصر الكيميائية - يوهان فولفغانغ جون دوبرينير (24 مارس 1849 13 ديسمبر 1780).

## الحياة والعمل
كان نجل مدرب، وكانت لدى جون دوبرينير فرصة ضئيلة لمرحلة التعليم الرسمي، وهكذا ذهب هو إلى صيدلية، وكان يحب القراءة على نطاق واسع، وحضور المحاضرات العلمية. أصبح في نهاية المطاف أستاذ في جامعة جينا في عام 1810. في بداية العمل في عام 1829، اكتشف جون دوبرينير الاتجاهات في خصائص معينة من مجموعات مختارة من العناصر. على سبيل المثال، كان متوسط كتلة ذرية من الليثيوم والبوتاسيوم على مقربة من الكتلة الذرية من الصوديوم. تم العثور على نمط مماثل مع الكالسيوم، السترونتيوم، والباريوم، والكبريت، والسيلينيوم، والتيلوريوم، وأيضا مع الكلور والبروم واليود و، وعلاوة على ذلك، اتبعت الكثافة لبعض من هذه الثلاثيات وجود نمط مماثل. أصبحت هذه مجموعات من العناصر المعروفة باسم "جون دوبرينير في مجموعات من ثلاثة"
كان يعمل أيضا مع عناصر مثل ايكا البورون في محاولة لإيجاد علاج لأمراض مثل داء الكلب.
جون دوبرينير كما هو معروف لاكتشافه [فورفورال []]، لعمله على استخدام البلاتين كمحفز، وأخف وزنا ل، والمعروفة باسم مصباح جون دوبرينير.
الكاتب الألماني غوته كان صديقا لجون دوبرينير، حضر محاضراته الأسبوعية، وتستخدم نظرياته من الصلات الكيميائية كأساس لروايته الشهيرة 1809 التجاذب الإختياري.

## روابط خارجية
- يوهان فولفجانج دوبرينير على موقع الموسوعة البريطانية (الإنجليزية)